# Castelo Kimbolton
Castelo Kimbolton
O Castelo Kimbolton é uma casa de campo em Kimbolton, Cambridgeshire, na Inglaterra. Serviu como última residência da primeira esposa do rei Henrique VIII, Catarina de Aragão. Originalmente um castelo medieval, mas convertido em um palácio imponente, foi a residência da família dos Condes e Duques de Manchester de 1615 a 1950. Hoje abriga a Escola Kimbolton.

## História
O castelo foi adquirido por Sir Richard Wingfield em 1522. Catarina de Aragão foi enviada para lá em abril de 1534 por se recusar a renunciar ao seus títulos e negar a invalidade do seu casamento. O clima pantanoso do local prejudicou sua saúde e ela morreu no castelo em 7 de janeiro de 1536.
O castelo foi comprado por Sir Henry Montagu, mais tarde nomeado primeiro conde de Manchester, em 1615. O 4º Conde de Manchester, que foi nomeado 1º Duque de Manchester em 1719, realizou várias obras de reconstrução realizadas entre 1690 e 1720. Estas obras incluíram a reconstrução da ala sul, que havia caído, segundo projeto de Sir John Vanbrugh. O 4º Duque de Manchester contratou Robert Adam para projetar a portaria que foi construída em 1766.

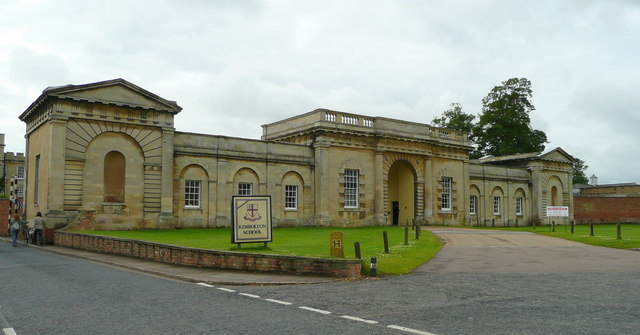
Portaria da Escola Kimbolton.

Muitos membros da família Montagu (Condes e Duques de Manchester) estão enterrados na Igreja de Santo André em Kimbolton. Vários monumentos dos Montagu ainda existem na Capela Sul, enquanto a abóbada de Montagu (ampliada em 1853) está localizada abaixo da Capela N
orte.
O 10º Duque de Manchester vendeu os lotes da propriedade em 1949, e o castelo e 50 acres foram vendidos para a Kimbolton School em 1951.

## Warren House

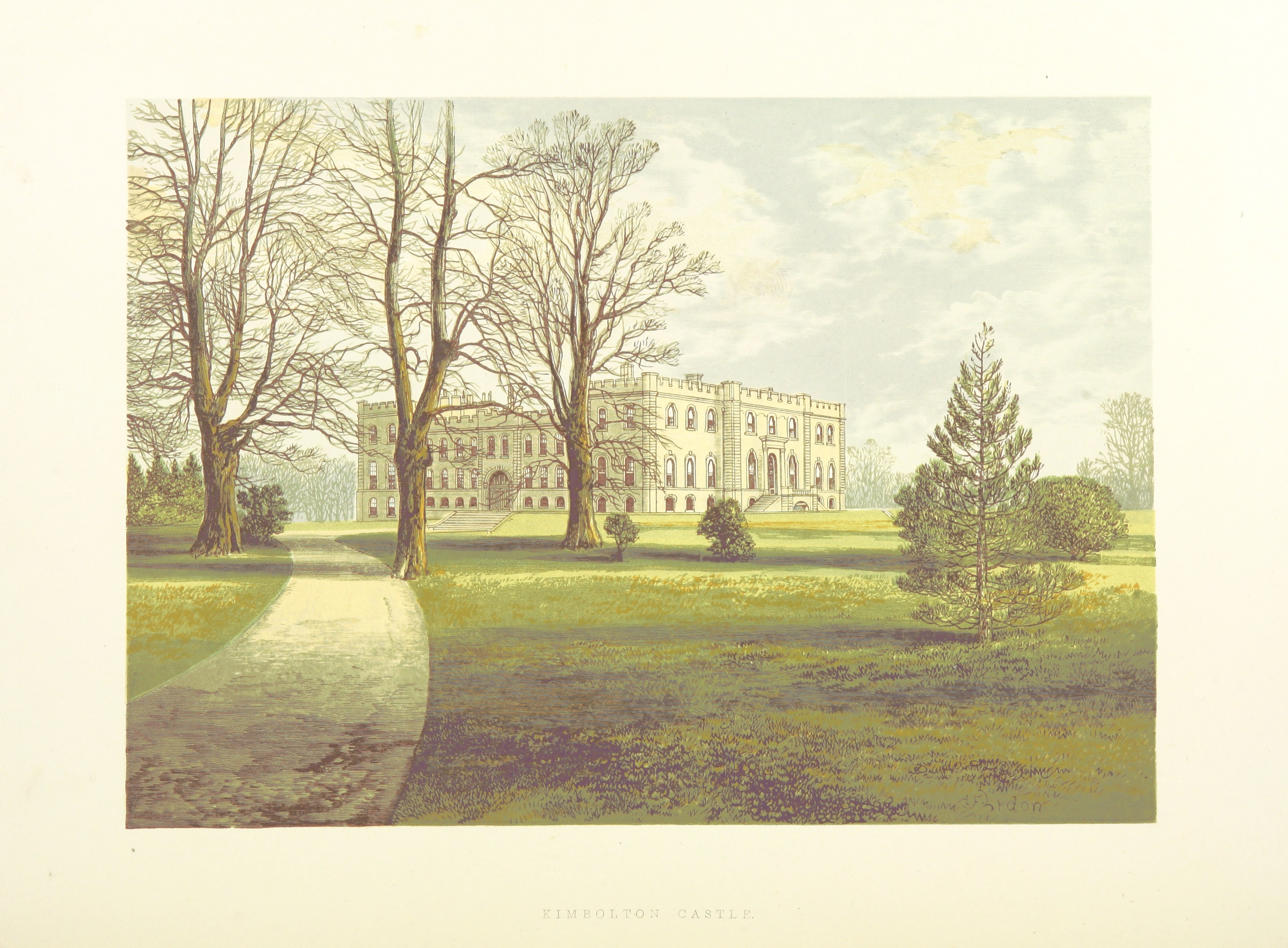
Castelo Kimbolton em 1880. Esta ilustração mostra a mansão atual reconstruída entre 1690 e 1720.

No terreno do castelo fica a Warren House, onde morava o warrener (guarda-caça dos coelhos da propriedade), convertida em um folly no final do século XVIII por ordem de um dos habitantes do castelo para adicionar interesse ao seu horizonte, completa com uma única fachada decorativa voltada para o castelo; é de propriedade do Landmark Trust. O Landmark Trust renovou a casa, sob projeto do arquiteto Oliver Caroe, entre 2011 e 2012.